# Al-Qaida
Al-Qaida o al-Qaeda (àrab: القاعدة, al-Qāʿida, literalment ‘la Base’, també traduïble com ‘el Fonament’ o ‘el Mètode’) és una organització fonamentalista islàmica (o més aviat una xarxa d'organitzacions d'aquesta mena) d'abast mundial. Els seus fundadors van ser el xeic Abdul·là Iússuf Azzam i el seu alumne, Ossama bin Laden, un milionari d'origen saudita. L'ONU, l'OTAN, la Unió Europea, els EUA i molts altres països la consideren com una organització terrorista.
Segons les conclusions dels informes elaborats per l'administració dels EUA arran dels atemptats de l'11 de setembre de 2001, els seus orígens remunten als anys 80 com una escissió de Màktab al-Khidmat (MAK), fundada el 1980 amb la finalitat d'expandir el moviment de resistència contra les forces soviètiques a l'Afganistan en un moviment panislàmic.
Els seus membres més prominents són seguidors del salafisme. Per bé que Bin Laden fou reconegut sovint com a líder del grup, l'egipci Ayman al-Zawahirí ha tingut una forta influència pel que fa a la teoria i la praxi. Les operacions d'al-Qaida no estan centralitzades, i diverses cèl·lules independents i col·laboratives poden existir en diversos països, unides per una mateixa causa. La grandària real i la influència d'al-Qaida no estan clares: per a alguns no passa de ser una xarxa global d'influència i militants, responsable d'accions terroristes massives.
Després de la Mort d'Ossama bin Laden el 2011, el grup va ser liderat per l'egipci Ayman al-Zawahirí fins a la seva mort el 2022. A partir del 2021, segons es veu, ha patit un deteriorament del comandament central de les seves operacions regionals.

## Nom

### Origen
El nom ve del substantiu àrab qāʾida, que significa ‘fonament’, ‘base’ i que també pot referir-se a una base militar.  al- és la forma de l'article definit àrab. Seria, per tant, ‘la base’ o ‘el fonament’.
El polític britànic Robin Cook va assenyalar que el nom indicaria ‘la base de dades’, ja que Bin Laden gestionava les operacions financeres en un fitxer informàtic anomenat al Qaida (literalment ‘la base [de dades]’). Des de llavors, molts combatents membres dels mujaidins es van anar associant a la xarxa Al-Qaida.
Bin Laden va explicar l'origen del nom en una entrevista amb el periodista d'Al-Jazira Tayseer Alouni l'octubre de 2001.
| « | The name 'al-Qaeda' was established a long time ago by mere chance. The late Abu Ubaidah al-Banshiri established the training camps for our mujahedeen against Russia's terrorism. We used to call the training camp al-Qaeda. The name stayed. | » |

| « | El nom de 'Al-Qaida' es va establir fa temps per simple casualitat. El difunt Abú Ubaidà al-Banxiri va establir camps d'entrenament per als nostres mujaidins contra el terrorisme de Rússia. Solíem anomenar als camps d'entrenament al-Qaida. El nom s'ha conservat. | » |

### Ortografia i pronúncia
En les transcripcions de l'alfabet àrab a les diverses llengües amb alfabet llatí, es poden observar diverses variants (Al-Qaeda, Al-Qaida o fins i tot Al Kaida). La raó d'aquestes variants no és altra que la dificultat de transcriure correctament els sons de les lletres àrabs ʿayn i qāf, sobretot la primera, atès que ni en anglès ni en català, per posar dos exemples, existeix una lletra amb un so equivalent. La Corporació Catalana de Mitjans Audiovisuals s'inclina per la transcripció Al-Qaida, perquè es considera que està més a prop de l'àrab. L'accent tònic recau, en ambdós casos, damunt la síl·laba Qai o Qae, per la qual cosa oralment les grafies Qaida / Qaeda no es diferencien gaire.

## Història

### Antecedents

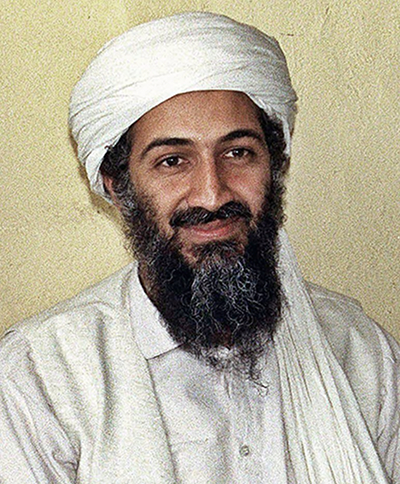
Ossama bin Laden, fundador i líder d'al-Qaida fins a la seva mort el 2 de maig de 2011.

L'erudit islàmic palestí i membre dels Germans Musulmans Abdal·là Azzam va fer campanya des de principis del decenni de 1980 des de Pakistan amb suport financer i personal a la lluita dels mujahidins en contra de l'ocupació soviètica de l'Afganistan, i també va proporcionar una base ideològica per al gihad a l'Afganistan. El 1983 va aparèixer a la revista kuwaitiana al-Mudxtama una fàtua d'ell, en què declarava el seu suport a la lluita com un deure de tot musulmà. Aquest és també el tema del seu escrit publicat el 1984 i titulat "La defensa de la terra dels musulmans és l'obligació personal més important (Ad-difāʿ ʿan arāḍī al-muslimīn ahamm furūḍ al-aʿyān).
Alhora, un nombre cada vegada més gran de mujahidins àrabs es va unir a la gihad en contra del règim afganès marxista, un fet facilitat per organitzacions musulmanes internacionals, en particular la Màktab al-Khidamat, que va ser finançada pel govern de l'Aràbia Saudita, així com pels musulmans individuals (en particular, els homes de negocis saudites que van ser abordats per Bin Laden). En conjunt, aquestes fonts van donar uns $ 600 milions a l'any per al gihad.
El 1984, la Màktab al-Khidamat (MAK), o "Oficina de Serveis", una organització musulmana fundada per recaptar i canalitzar fons i reclutar mujahidins estrangers per a la guerra contra els soviètics a l'Afganistan, va ser establerta a Peshawar, Pakistan, per Bin Laden i Abdal·là Iússuf Azzam. La MAK organitzà cases refugi a Peshawar, prop de la frontera afganesa, i va reunir els subministraments per a la construcció de camps d'entrenament paramilitars per preparar reclutes estrangers per al front de la guerra afganesa. Bin Laden va esdevenir un "finançador important" dels mujahidins, gastant els seus propis diners i usant les seves connexions amb "la família reial saudita i els petro-milionaris del Golf" per influir en l'opinió pública sobre la guerra i recaptar fons addicionals.

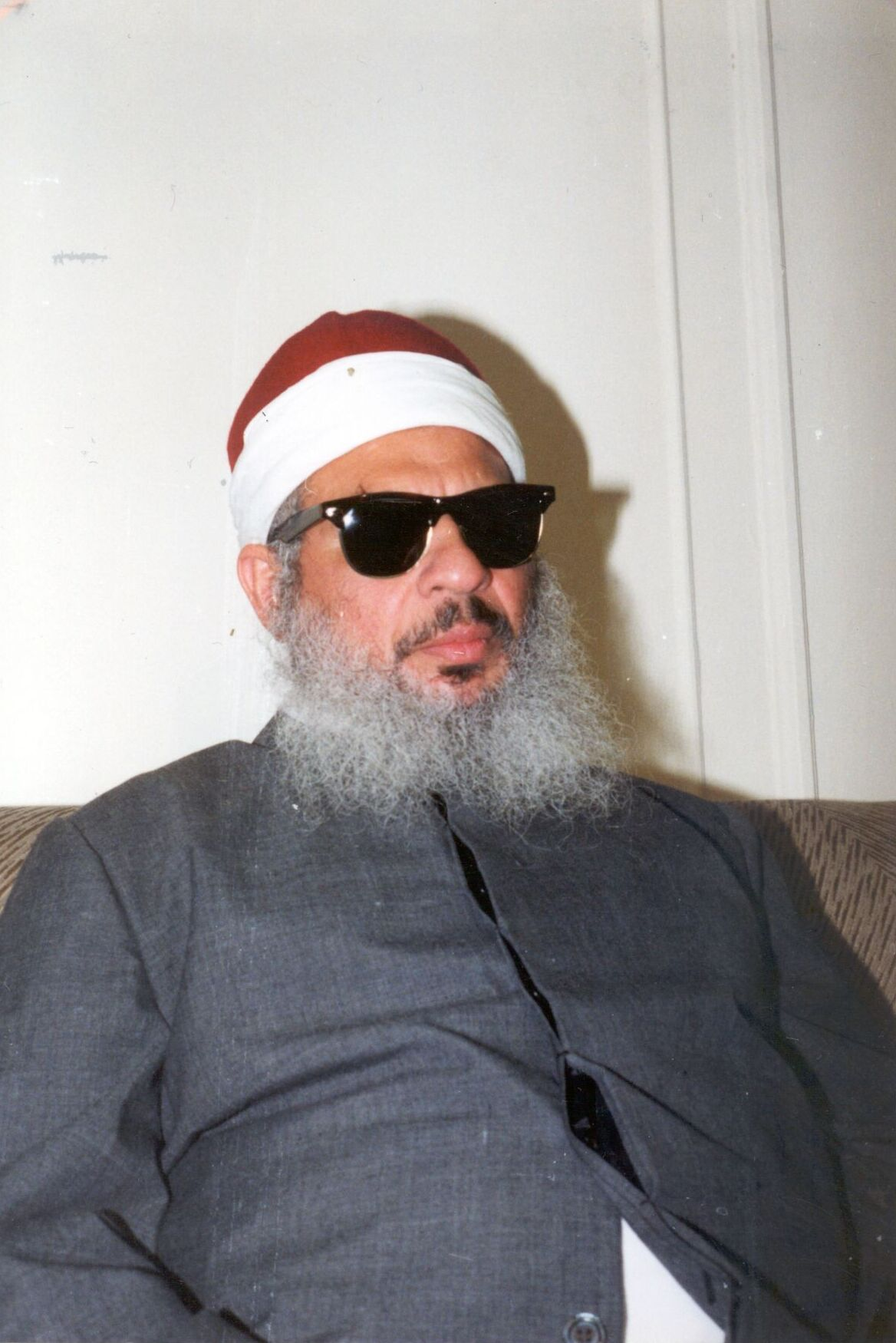
Omar Abdel-Rahman

Des de 1986, el MAK va començar a establir una xarxa d'oficines de reclutament als EUA, el centre de les quals va ser la Centre de Refugiats d'Al Kifah a la Mesquita Farouq, situada a l'Atlantic Avenue de Brooklyn. Entre les figures destacades en el centre de Brooklyn hi havia el "doble agent" Ali Mohamed, a qui l'agent especial de l'FBI Jack Cloonan anomena "primer entrenador de bin Laden" i el "Xeic Cec" Omar Abdel-Rahman, un reclutador principal de mujahidins a l'Afganistan. Al-Qaida es va desenvolupar des del MAK.
Azzam i Bin Laden van començar a establir campaments a l'Afganistan en 1987.
El suport financer del govern dels EUA per als militants islàmics afganesos va ser substancial. L'ajuda a Gulbuddin Hekmatyar, un líder afganès mujahideen, fundador i líder de la Hezb-i Islami, facció militant radical islàmica, només va arribar "segons les estimacions més conservadores" a 600 milions de dòlars. Més tard, a principis de 1990, després dels EUA li haguessin retirat el seu suport, Hekmatyar "va treballar estretament" amb Bin Laden. A més de rebre centenars de milions de dòlars en ajuda nord-americana, Hekmatyar era el destinatari de la major part de l'ajuda saudita. Hi ha evidències que la CIA donà suport a les activitats de comerç de drogues de Hekmatyar donant-li immunitat per al seu tràfic d'opi, que va finançar l'operació de la seva facció militant.
El Comitè de Reforma i Assessorament va ser el càrrec organitzatiu a Londres del que ara s'anomena Al-Qaida des de 1994 fins a la detenció de Khalid al-Fawwaz en 1998. L'acusació d'Osama bin Laden, al-Fawwaz, i altres 19 diu: "Al voltant de l'11 de juliol de 1994 l'acusat, Osama bin Laden, va crear l'oficina a Londres d'Al-Qaida, donant-li el nom de "Comitè de Reforma i Assessorament", col·locant l'acusat Khalid Al Fawwaz a càrrec; i també: "Al voltant de 1994, l'acusat, Osama bin Laden, en col·laboració amb Khalid al Fawwaz, també anomenat Khaled Abdul Rahman Hamad al Fawwaz, també anomenat Abu Omar, també anomenat Hamad, establí una oficina d'informació dels mitjans de comunicació a Londres, Anglaterra (d'ara endavant l'"oficina de Londres"), que va ser dissenyada tant per donar a conèixer les declaracions d'Osama bin Laden i proporcionar una cobertura per a l'activitat en suport de les activitats de "militars" d'Al-Qaida, incloent-hi la contractació de becaris militars, el desemborsament de fons i l'adquisició de l'equip necessari (incloent-hi telèfons satel·lits) i els serveis necessaris.A més, l'oficina de Londres va servir com un conducte per als missatges, inclosos els informes sobre assumptes militars i de seguretat de diverses cèl·lules d'Al-Qaida, incloent-hi la cèl·lula de Kenya, a la seu d'Al-Qaida". Bin Laden va escriure diversos documents que va signar en nom d'ARC: la seua diatriba de 1994 contra el gran muftí saudita Abdul-Aziz bin Baz, i una reacció de 1995 contra la detenció d'alguns clergues a Aràbia Saudita.
El MAK i els mujahidins estrangers voluntaris, o els "àrabs afganesos", no van tenir un paper important en la guerra. Mentre que més de 250,000 mujahidins afganesos van lluitar contra els soviètics i el govern afganès comunista, s'estima que mai hi va haver més de 2,000 mujahidins estrangers al camp de batalla en qualsevol moment. No obstant això, els mujahidins estrangers voluntaris procedien de 43 països, i s'ha dit que el nombre total que va participar en el moviment afganès entre 1982 i 1992 va ser d'uns 35.000. Bin Laden va tenir un paper central en l'organització de campaments d'entrenament per als voluntaris musulmans estrangers.
La Unió Soviètica, finalment es va retirar de l'Afganistan el 1989. Per a sorpresa de molts, el govern afganès comunista de Mohammad Najibullah va resistir durant tres anys més, abans de ser deposat per elements dels mujahidins. Amb els líders mujahidins que no podien posar-se d'acord sobre una estructura de govern, va sobrevenir el caos, amb la constant reorganització de les aliances que lluitaven pel control de territoris mal definits, que deixaren el país devastat.

### Estats Units
El primer atac atribuït per Al Qaida als Estats Units és l'Atemptat del World Trade Center de 1993, a Nova York. El que va marcar un abans i un després van ser els 11 de setembre de 2001, a Nova York.
La carta Habbush, és un missatge manuscrit de data de l'1 de juliol de 2001, que semblava mostrar un vincle entre Al-Qaida i el govern iraquià de Saddam. Pretén ser una comunicació directa entre el cap dels serveis secrets iraquians, el general Tahir Khalil Habbush al-Tikriti, al president iraquià Saddam Hussein, parlant de l'entrenament el qual Mohamed Atta, un dels suposats organitzadors de l'11 de setembre, havia rebut a l'Iraq. La carta també afirma que Hussein va acceptar un enviament del Níger, una aparent referència a un intent d'adquisició presumpta d'urani que el president dels Estats Units George W. Bush va citar el gener de 2003 a l'Estat de la Unió. La carta ha estat àmpliament considerada com un invent des que es va fer públic per primera vegada el desembre de 2003. El 2008, el periodista Ron Suskind va afirmar que la falsificació havia estat creada per l'Agència Central d'Intel·ligència (CIA), sota la direcció de la Casa Blanca. Dues de les fonts de Suskind negaren tenir coneixement de qualsevol persona en la seua cadena de comandament ordenant la forja de la carta. L'antic agent de la CIA Philip Giraldi va al·legar que el Pentàgon estava darrere de la falsificació. La controvèrsia que es va desencadenar a conseqüència de les al·legacions de Suskind va conduir a una investigació del Comitè Judicial.
La Xarxa Exord d'Al-Qaida és una ordre classificada que permet que els militars estatunidencs facen operacions contra Al-Qaida en 15 a 20 països de tot el món, inclosos els que no estan en guerra amb els Estats Units.
Va ser aprovada pel president nord-americà George W. Bush i signada pel secretari de Defensa Donald Rumsfeld a la primavera de 2004, i es va produir en resposta a un desig per part de la Secretaria de Defensa d'usar els militars contra objectius fora de l'Afganistan i l'Iraq; l'Agència Central d'Intel·ligència (CIA) havia donat ordres similar en el període immediatament posterior als atemptats de l'11 de setembre.

### Algèria
A Algèria una insurgència va ser finançada per l'Grup Salafista per a la Predicació i el Combat (que es diu avui organització Al-Qaida del Magreb Islàmic) en contra de la govern algerià. Es tracta d'una branca alternativa de la guerra civil algeriana que va acabar el 2002, i s'ha relacionat amb els atemptats del 2007 a l'Alger, i les bombes de 2007 a Batna i Dellys. El grup ha declarat la seua intenció d'atacar objectius francs, hispans i algerians. S'ha designat com a Organització Terrorista Estrangera pel Departament d'Estat dels EUA, i de manera similar classificat com una organització terrorista per la Unió Europea.

### Atemptat de Madrid del 2004

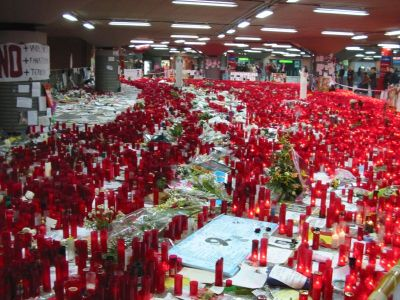
Homenatge a les víctimes de l'atemptat de Madrid de l'11 de març de 2004.

Els atemptats de l'11 de març de 2004 (coneguts també pel numerònim 11-M) van ser una sèrie d'atacs terroristes en quatre trens de la xarxa de Rodalies de Madrid duts a terme per terroristes gihadistes.
Es tracta del segon major atemptat comès a Europa fins a la data, amb 10 explosions gairebé simultànies en quatre trens a l'hora punta del matí (entre les 07:36 i les 07:40). Més tard, després d'un intent de desactivació, la policia detonaria, de forma controlada, dos artefactes que no havien esclatat, i en desactivaria un tercer que permetria, gràcies al seu contingut, iniciar les primeres indagacions que conduirien a la identificació dels autors. Van morir 191 persones, i 1.858 van resultar ferides.
En la tarda del 13 de març una trucada efectuada al canal de televisió Telemadrid va permetre localitzar en una paperera un vídeo en què un home amb accent marroquí, que afirmava ser Abu Dujan al Afgani, posteriorment condemnat per aquests atemptats, autodenominat portaveu militar d'Al-Qaida a Europa, reivindicava la seva autoria.
El 3 d'abril de 2004, la policia va localitzar i va envoltar a diversos membres del comando terrorista a Leganés. A veure acorralats, els seus membres es van suïcidar fent esclatar el pis en el qual s'havien atrinxerat-sent això el primer atemptat suïcida d'Europa-quan els Geos iniciaven l'assalt. En aquesta acció va morir un agent del grup policial, a més de tots els membres de la cèl·lula islamista allí presents.

### Eritrea
A Eritrea, tan prompte com les forces somalis i etíops aliades van conduir la Unió de Corts Islàmiques (UCI) fora de Somàlia el gener de 2007, Estats Units van acusar Eritrea de proporcionar refugi segur per alguns dels seus líders. Els EUA també van condemnar Eritrea, ja que continuaven "finançant, armant, entrenant i assessorant als insurgents" per atacar el govern de Somàlia. D'acord amb un govern somali regional, alguns soldats eritreus també van ser vists treballant amb combatents àrabs i d'al-Qaida contra el govern somali, i l'aliança estrangera va atacar posicions del govern.

### Segrest de cooperants catalans el 2009
El 2009 es va produir el segret de tres cooperants catalans i un francès a Mauritània.
La branca d'Al-Qaida del Magrib Islàmic (AQMI) va reivindicar el 8 de desembre del 2009 al matí el segrest dels tres voluntaris catalans a Mauritània, de l'ONG Barcelona Acció Solidària, el 29 de novembre, així com el d'un botànic francès quatre dies abans a Mali. Els cooperants segrestats foren Albert Vilalta, Alicia Gámez i Roque Pascual.
El Ministeri espanyol d'Afers Estrangers va donar credibilitat a la reivindicació, realitzada en una cinta d'àudio passada a la cadena de televisió amb seu a Doha, després sotmetre-la a estudi per part d'un comitè tècnic, va dir en un comunicat. "Es tracta d'un enregistrament d'àudio que esmenta explícitament el nom dels segrestats", va dir la nota del ministeri.
El portaveu del grup islamista, que es va identificar com Saleh Abu Mohammad, va dir que "França i Espanya seran informades posteriorment de les legítimes demandes dels mujahidins", referint-se també al segrest d'un francès a l'est de Mali el 30 de novembre.
Els tres voluntaris van desaparèixer el 29 de novembre a Mauritània quan van ser segrestats del comboi en què portaven ajuda humanitària a diversos països africans i que es dirigia per la carretera entre Nouadhibou i la capital, Nouakchott.
El comboi va partir de Barcelona el 22 de novembre, va travessar el Marroc, es dirigia al Senegal i havia d'acabar a Gàmbia amb 100.000 quilos de material d'ajuda que pensava distribuir com a part de la seva caravana anual.
L'Audiència Nacional va obrir una investigació sobre el segrest per tractar-se d'un delicte contra espanyols a l'estranger i per ser un possible delicte de terrorisme.
La cooperant Alícia Gámez va ser alliberada el 10 de març de 2010 i recollida per les autoritats espanyoles a Burkina Faso després de diverses gestions diplomàtiques des del Ministeri d'Afers Exteriors espanyol i del Centre Nacional d'Intel·ligència. Els altres dos segrestats, Albert i Roc, van ser alliberats el 22 d'agost de 2010, passant a mans de Mustafà Chafi, conseller del president de Burkina Faso, que va ser l'encarregat de portar-los a lloc segur.

### Mort d'Ossama bin Laden
La mort d'Ossama bin Laden es va informar el dilluns 2 de maig de 2011, aproximadament a les 02:30 UTC. Les forces Militars dels Estats Units d'Amèrica van disparar i matar Ossama bin Laden després d'un bombardeig de 40 minuts a Abbottabad, el Pakistan, i llavors van agafar el cos de la víctima. L'operació va ser realitzada per 25 soldats sota el comandament de la unió d'operacions especials en funcionament al Pakistan amb l'Agència Central d'Intel·ligència (CIA) dels EUA.
Després d'un control prudent d'un complex residencial del qual se sospitava que era la residència paquistanesa d'Ossama, les forces militars homicides dels EUA es van enviar a través de la frontera de l'Afganistan per llançar l'atac. Fons oficials del Pakistan, confirmen que Ossama va ser assassinat al país per les forces militars dels Estats Units.
El cos va ser recuperat pels militars dels EUA i va estar en la seva possessió. ABC News ha informat que el cos ha estat identificat per tres mostres d'ADN. Tanmateix Reuters informa que els resultats de prova d'ADN estarian disponibles en els dies vinents i el cos de bin Laden va ser identificat utilitzant tècniques de reconeixement facials.

### Síria
Quan va esclatar en 2011 la Guerra Civil siriana, Ayman al-Zawahirí, el nou líder de l'organització, va fer una crida als gihadistes iraquians a participar en el conflicte, i Abu Bakr al-Baghdadi va enviar un petit nombre de combatents per construir una organització a un país en caos, i van establir bases d'operacions segures i ampliant l'organització per incloure Síria i l'Iraq. Els gihadistes iraquians, menys pressionats a l'Iraq per la sortida de les forces nord-americanes en 2011, l'any 2013 s'autodenominaren Estat Islàmic de l'Iraq i el Llevant per reflectir la seva nova i més àmplia orientació.
Al-Zawahirí volia establir un grup propi a Síria liderat per sirians per donar-li una cara local i pels dubtes sobre la lleialtat i la saviesa d'al-Baghdadi, creant en 2021 Jabhat al-Nusra. Baghdadi i altres líders iraquians temien que el grup s'hagués tornat massa independent, centrant-se massa en Síria i ignorant l'Iraq i el lideratge original i va declarar Jabhat al-Nusra part de la seva organització. Els líders de Jabhat al-Nusra s'hi van oposar, prometent un jurament directe a Zawahiri, qui en un intent de resoldre les diferències va proclamar Jabhat al-Nusra i el grup de Baghdadi com les filial oficials d'Al Qaeda a Síria i Iraq respectivament. Baghdadi va refusar-ho provocant un enfrontament armat entre ambdós grups, i finalment el febrer de 2014, Zawahiri va desautoritzar públicament el grup de Baghdadi, acabant formalment amb la seva afiliació.

### Iemen
La guerra civil va començar el setembre de 2014 quan Ali Abdallah al-Salih va intentar recuperar el poder sobre el país i el Congrés General del Poble (CGP), i reunint una gran part del CGP es va posar del costat dels huthis i va dividir efectivament el partit en una facció pro-Abdrabbuh Mansur Hadi i una altra pro al-Saleh.
En abril de 2015 al-Qaida a la Península Aràbiga (AQAP) va vèncer a la batalla de Mukalla i van capturar un enorme dipòsit d'armes que contenia desenes de tancs, llançacoets Katyusha i armes petites amb els què va consolidar el seu domini a la província de Hadhramau establint un miniestat al voltant de Mukalla, i el 16 de juny un atac de drons dels Estats Units va matat l'emir d'AQAP, Nasir al-Wuhayshi, sent substituït pel cap militar del grup, Qasim al-Raymi. A principis de desembre de 2015 les ciutats de Zinjibar (la capital provincial de la governació d'Abyan) i Ja'ar (a pocs quilòmetres cap a l'interior al nord), van ser capturades per AQAP, però els Emirats Àrabs Units van donar suport a les forces locals aconseguiren el control de Mulalla en abril de 2016, i les forces d'AQAP i Estat Islàmic en retirada van atacar la Governació d'Hadramaut contra les forces lleials al president Abdrabbuh Mansur Hadi, però foren aturats per les forces d'elit de la coalició, i la major part dels comandaments d'AQAP a la regió foren capturats. Zinjibar va ser recuperada per les forces progovernamentals el 14 d'agost de 2016.
A mitjans de 2018, Estat Islàmic va ser finalment empès fins a la regió de Qayfa de la governació d'al-Bayda, un bastió d'AQAP, coincidint amb el replegament d'AQAP per les seves pèrdues al sud provocant un conflicte entre els dos grups que consumiria la majoria dels seus mitjans i activitats militars durant anys. Durant el pic dels combats el 2019, més de la meitat de les operacions d'AQAP es portarien a terme contra Estat Islàmic provocant la mort d'almenys un centenar de combatents. A finals de 2019, AQAP va prevaldre en el conflicte i el seu líder Qasim al-Raymi va morir el gener de 2020 a causa d'un atac de drons dels Estats Units, afectar molt les seves capacitats organitzatives. El conflicte entre els dos grups es va esvair el 2020 i AQAP va començar a reorientar-se contra els houthis.

### Darrers anys
El lideratge central d'Al-Qaeda es va veure obligat a reorganitzar-se amb la mort a l'Iran en 2017 d'Abu Khayr al-Masri, el número dos del grup d'Hossam Abdul Raouf, responsable dels mitjans de comunicació, i del líder d'Al-Qaida Ayman al-Zawahirí el 2022. L'organització s'ha anat descentralitzant, i els grups locals es dediquen a agendes locals que van en direcció oposada de la direcció estratègica d'al-Zawahirí.
Abdelmalek Droukdel, que dirigia Al-Qaida del Magrib Islàmic, que s'havia fusionat fusionar amb Front de Libération du Macina, Ansar Dine i Al-Mourabitoun formant Jama'at Nasr al-Islam wal Muslimin, va ser mort per les forces franceses a Mali al juny de 2020 durant el Conflicte al nord de Mali.
A Síria, Tanẓīm Ḥurrās ad-Dīn, la branca no oficial d'Al-Qaeda va seguir patint pèrdues de lideratge i derrotes al camp de batalla, i la seva capacitat per operar a la regió d'Idlib va ser paralitzada per Tahrir al-Xam al terreny i pels drons nord-americans des de l'aire.

## Estructura

### Comandament
Quan se li va preguntar sobre la possibilitat de la connexió d'al-Qaeda amb els atemptats del 7 de juliol de 2005 a Londres, el Comissionat de la Policia Metropolitana Sir Ian Blair va dir: "Al-Qaida no és una organització. Al-Qaida és una forma de treballar ... però això té unes característiques que l'acosten a al-Qaida ... clarament té la capacitat de proporcionar entrenament ... proporcionar coneixements ... i crec que és el que ha passat aquí."
El 13 d'agost del 2005, no obstant això, el diari The Independent, citant investigacions de la policia i de l'MI5, va informar que els terroristes del 7 de juliol havien actuat independentment d'un cervell terrorista d'al-Qaida en algun lloc a l'estranger.
Què és o no és exactament al-Qaida segueix sent objecte de controvèrsia. L'autor i periodista Adam Curtis afirma que la idea d'al-Qaeda com a organització formal és, de sobte, una invenció dels Estats Units. Curtis sosté que el nom "al-Qaeda" es va esmentar al públic per primer cop en el judici de 2001 de Bin Laden i els quatre homes acusats dels Atemptats a les ambaixades dels Estats Units del 1998 a l'est d'Àfrica:
La realitat era que Bin Laden i Ayman al-Zawahiri s'havien convertit en el focus d'una associació lliure dels militants islamistes desil·lusionats que se sentien atrets per la nova estratègia. Però no hi havia cap organització. Aquests eren majoritàriament militants que planegaven les seves pròpies operacions i miraven a Bin Laden per al finançament i l'assistència. No era el seu comandant. Tampoc hi ha proves que Bin Laden utilitzés el terme "al-Qaida" per fer referència al nom d'un grup fins després dels atacs de l'11 de setembre, quan es va adonar que aquest era el terme que els americans l'havien donat.
Com a qüestió de dret, el Departament de Justícia dels Estats Units necessitava demostrar que Bin Laden era el líder d'una organització criminal per tal d'acusar-lo in absentia sota la Racketeer Influenced and Corrupt Organizations Act (Llei sobre organitzacions corruptes i xantatgistes), també coneguda com a Llei RICO. El nom de l'organització i els detalls de la seva estructura van ser proporcionats en el testimoni de Jamal al-Fadl, que va dir que era un membre fundador de l'organització i un exempleat de bin Laden. Una sèrie de fonts han plantejat qüestions sobre la fiabilitat del testimoni d'al-Fadl a causa dels seus antecedents de deshonestedat, i també perquè va arribar a un acord amb el fiscal després d'haver estat declarat culpable de conspirar per atacar instal·lacions militars dels EUA. Sam Schmidt, un dels seus advocats defensors, va dir:
Hi havia parts selectives del testimoni d'al-Fadl que crec que eren falses, per ajudar a donar suport a la imatge que ell va ajudar els estatunidencs a unir-se. Crec que va mentir en una sèrie de testimonis específics sobre una imatge unificada del que va ser aquesta organització. Va fer d'al-Qaida la nova màfia o els nous comunistes. Els va fer identificables com un grup i, per tant, feu que sigui més fàcil processar qualsevol persona associada amb Al-Qaida per accions o declaracions de Bin Laden.

### Membres
El fundador i líder de l'organització fou, durant molts anys, un antic contractista d'obres, provinent d'una influent família de l'Aràbia Saudita, Ossama bin Laden. Durant anys, es va estendre, principalment a través de rumors d'Internet, que Ossama bin Laden era mort, fet que no fou confirmat fins que els Estats Units van llançar l'Operació Neptú. No obstant això, es creu que Bin Laden al passat ja no dirigia directament els organitzadors, i que s'havia fet càrrec d'aquesta funció Ayman al-Zawahirí, que és, possiblement, també el cap ideològic de la xarxa des de llavors.
Altres líders inclouen o incloïen:
- Khàlid Xeikh Mohàmmed
- Abu Faraj al-Libbi

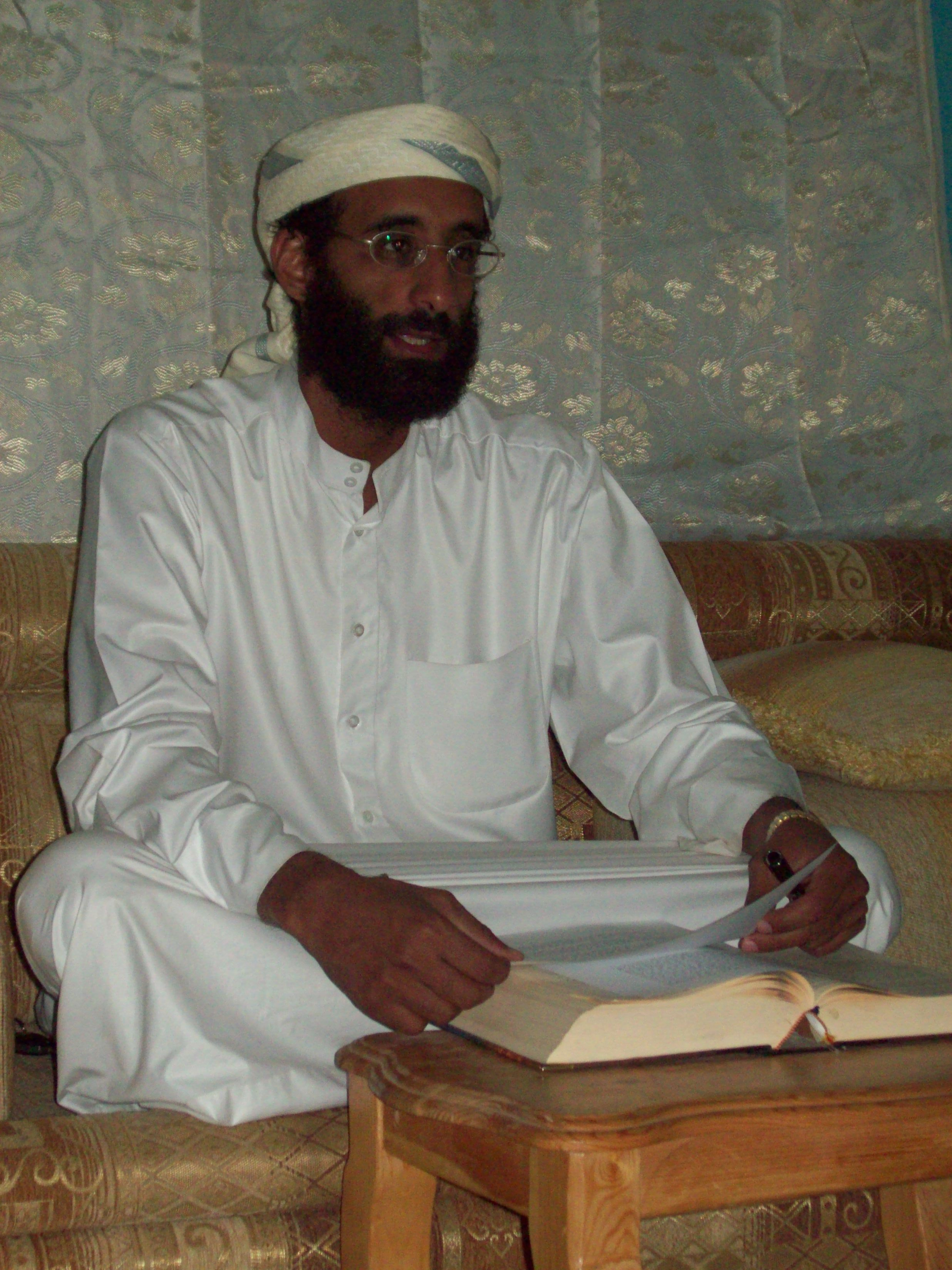
Anwar al-Awlaki va ser considerat el membre de més alt rang de la xarxa amb la ciutadania dels EUA. Va ser assassinat el setembre de 2011 durant un atac aeri al Iemen.

- Abu Laith al-Libi, assassinat el 2008 per un Dron Predator
- Abu Iahia al-Libi, mort el 2012 en un atac amb avions no tripulats.
- Anwar al-Awlaki, mort el 2011 en un atac amb avions no tripulats al Iemen.
- Abu Iàssir Al Jaza'iri
- Abu Ubaidah al-Banxiri, mort el 1996 durant el naufragi del Bukoba al Llac Victòria.
- Baitullah Mehsud, mort el 2009 en un atac amb avió no tripulat dels EUA al Waziristan pakistanès amb la seva dona, el seu germanastre i set guardaespatlles.
- Abdul Hadi al Iraqi
- Abu Mohàmmed al-Afri
- Mohàmmed Atef, assassinat el 2001 per un atac amb coets a Kabul.
- Xeikh Fateh, mort el 2010 en un atac amb avions no tripulats a dos dels seus tres companys entre l'Afganistan i el Pakistan.
- Saeed al-Masri, mort el 2010 en un atac amb avions no tripulats
- Fazul Abdul·là Mohàmmed, assassinat el 2011 durant un tiroteig a Mogadiscio.
- Abú Hamza Rabi’a, mort el 2005 en un atac amb avions no tripulats.
- Atijah Abd al Rahman, assassinat el 2011 al Pakistan per un atac d'avions no tripulats de la CIA.
- Abú Hafs al Xahri, probablement mort en 2011 en un atac de la CIA amb un avió no tripulat a la zona tribal de Waziristan del Nord.[67]

Altres membres coneguts són o han estat:
- Abu Isa al-Hindi
- Abu Mussab al Zarqauí, assassinat el 2006 durant un atac aeri de les tropes nord-americanes a Baquba.
- Abu Úmar al-Kurdi
- Ahmed Ghailani
- Alí Mohàmed
- Faris Ahmed Jamaan al-Xoweel al-Zahrani
- Mohamedou Ould Slahi
- Mohammed Atta, mort en els atacs terroristes de l'11 de setembre de 2001.
- Abdulaziz al-Omari, mort en els atacs terroristes de l'11 de setembre de 2001.
- Marwan al-Xehhi, mort en els atacs terroristes de l'11 de setembre de 2001.
- Hani Hanjour, mort en els atacs terroristes de l'11 de setembre de 2001.
- Ziad Jarrah, mort en els atacs terroristes de l'11 de setembre de 2001.
- Ramzi Iússef
- Ramzi bin al-Xibh
- Xarif al-Masri
- Said Bahaji
- Zakariya Essabar
- Mounir el-Motassadeq
- Mohàmmed Haidar Zammar

### Ideologia i motivació
Bàsicament, la visió de la ideologia d'al-Qaida és una forma extrema d'Islam, el gihad, davant països o governs que suposadament actuen contra l'islam, les comunitats religioses i els grups ètnics com l'única possibilitat de representar els interessos de l'Islam. Al-Qaida creu que l'única resposta és que l'Islam desenvolupi el paper que li correspon en el món, que hi ha una conspiració de diverses parts del món contra l'Islam, la qual és liderada per Israel, els EUA i els països de l'Europa Occidental. A més, es mostra convençuda que mentre existeixi Israel i subverteixi les influències polítiques i culturals d'Occident, la societat musulmana, l'Islam no pot estar unida.
Com a justificació de les seves accions al-Qaida assenyala diversos ensenyaments religiosos i missatges presos de l'Alcorà.
Per a això, es basa principalment en l'anomenada forma primitiva de l'Islam, en el qual s'interpreta que l'enfocament se situa en la guerra contra els infidels, la seva conversió i la unificació de tots els musulmans sota un califat comú. En gran part de l'organització s'observa un marcat antisemitisme, resultat de la lluita durant dècades amb Israel.
Alguns membres d'al-Qaida, com Mohammed Atta tenen o tenien una visió del món semblant a la dels nazis (exemple: Atemptats de l'11 de setembre de 2001, en què Nova York es veia com un suposat centre del "selecte món jueu", com la meta). En aquesta visió del món, els jueus són considerats com a infidels que no es poden convertir, o fins i tot antimusulmans que controlen els països democràtics liberals i els estats exsocialistes i controlen aquests al seu torn en contra de l'Islam. Ambdós, suposadament creats i controlats pels suposats sistemes enemics primaris, són els arxienemics escollits d'Al-Qaida. Al-Qaida lluita contra aquestes dues ideologies menys pel que fan que pel que representen: el socialisme perquè predica la igualtat de totes les persones i especialment perquè els seus seguidors prefereixen l'ateisme i els països liberals occidentals perquè les seves empreses són vistes com a desenfrenades i sense religió.
Ossama bin Laden va declarar en una entrevista el 1999, per a ell i els seus seguidors, no hi ha civils, sinó només enemics per matar, sense excepció; aquest és el sagrat deure de tot musulmà.
Els primers atacs es van dur a terme en la dècada del 1990, com l'Atemptat del World Trade Center de 1993. L'operació antiterrorista del govern de Clinton començar a partir de llavors i comportà atacs terroristes contra les ambaixades dels Estats Units a Dar es Salaam i Nairobi i atacs aeris contra bases d'Al-Qaida al Sudan i Afganistan. L'any 2000 es va produir un atac dels islamistes al mercat nadalenc d'Estrasburg que va ser frustrat per les autoritats de seguretat alemanyes. D'entrada no es va poder provar davant del tribunal un presumpte vincle amb la xarxa terrorista Al-Qaida. La raó d'això és que Alemanya és, a part dels EUA, l'aliat més proper d'Israel. D'altra banda, l'estil de vida es percep, com en altres països europeus, com una forma liberal, pecaminosa i vulgar de la vida (relacions sexuals il·legítimes, consum d'alcohol, homosexualitat legal) i com una imposició per als musulmans que viuen a Alemanya.
Al-Qaida també es basa en la propaganda, sobretot en les societats àrabs i musulmanes. Veu la violència com a mitjà per unir tots els musulmans en la "guerra d'alliberament" contra el domini d'Occident. Aquests actes de terrorisme també es duen a terme contra civils musulmans considerats com a "col·laboradors" o víctimes del terrorisme com a variables aleatòries en la negociació. El camp d'acció principal després de l'última crida de Bin Laden a l'Iraq, el major nombre de víctimes, així com els autors mateixos, són membres de l'Islam. Una nova característica aquí és la legitimitat dels atacs suïcides que abans no s'utilitzaven a causa de les reserves religioses.
Al-Qaida ha trobat a l'Iraq poc suport uniforme i està recolzada sobretot pels terroristes estrangers. L'organització ha trobat al Pakistan, Indonèsia i Aràbia Saudita un suport més fort. A més de les causes polítiques, com les persistents guerres civils, l'opressió tradicional, també es consideren com a causa d'origen la tradició duradora de l'esclavitud, el tràfic de persones, la misogínia i una interpretació particularment estricta de l'Islam com el wahhabisme i les endarrerides cultures tribals com el paixtunwali.
Els líders de pensament d'Al-Qaida també es basen en les normes islàmiques d'acord amb les quals cada estat i forma social que estigui més enllà de la xaria és reprovable i, per tant, és legítim destruir el món dels "infidels" amb el terrorisme. Els perpetradors són majoritàriament homes joves de baixa condició social. Altres assassins especialment en operacions importants, com la de l'11 de setembre del 2001 són graduats ben entrenats. Alguns dirigents i líders, com el fundador Ossama bin Laden, provenen d'una família de classe alta.
En particular, a l'Iraq, els soldats occidentals són anomenats també "croats". El rerefons d'aquest qualificatiu són els efectes de la massacre de Maarat an-Numan (1098).

### Objectius estratègics

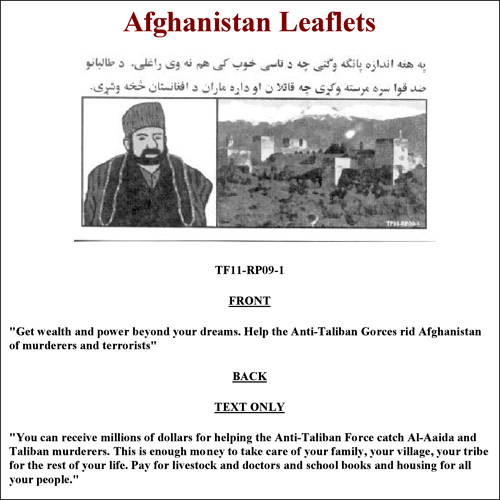
Cartell de recompensa

Els objectius finals d'Al-Qaida no són a curt termini, sinó que la xarxa espera que s'assoleixin només en anys o dècades. L'objectiu principal no és necessàriament atènyer aquests objectius en si mateixos, sinó posar en moviment una cadena d'esdeveniments que en última instància haurien de conduir als resultats desitjats.
Com que el nucli dur d'Al-Qaida opera en secret i duu a terme, entre d'altres, operacions de falsa ensenya, els seus objectius reals són difícils de determinar. Després hi ha els lligams a altres moviments islamistes que persegueixen interessos independents.
Ossama bin Laden, Khàlid Xeikh Mohàmmed, Ayman al-Zawahirí i altres líders d'Al-Qaida han creat objectius que tracten de treballar en xarxa amb tots els mitjans al seu abast.
Una gran part dels seus esforços Al-Qaida els ha esmerçat en la guerra o gihad en contra d'Occident, ja que aquest és el principal obstacle per a tots els passos subsegüents del seu domini econòmic i del poder polític. També considera que la cooperació i el suport d'alguns països occidentals (sobretot la dels Estats Units i França) d'alguns països àrabs (Jordània, Aràbia Saudita, Emirats Àrabs Units, Líban) com una ingerència en els assumptes àrabs interns, el propòsit dels quals seria impedir la unificació del món islàmic i enfortir la posició d'Israel. Aquesta guerra la mena Al-Qaida especialment amb els atacs terroristes contra objectius civil en els països de destinació, per tal de terroritzar la població per desestabilitzar el país políticament i danyar-ne l'economia. Sovint, els turistes són el blanc d'atacs als països musulmans.
Està estretament relacionat amb l'atac a la difusió de l'estil de vida occidental i l'exportació dels valors de la cultura islàmica. L'objectiu previst és la preservació de la societat musulmana contra les influències occidentals (no basades en la jurisprudència de la Xaria perquè els nascuts musulmans siguin capaços de triar lliurement la seva religió, la igualtat de gènere, que en l'opinió pública es mostrin obertament les dones, el consum d'alcohol, l'homosexualitat legal, les relacions sexuals il·legítimes, ...)
Mentre s'assoleixen els resultats desitjats, a més de l'execució reeixida dels atacs terroristes, les seves activitats inclouen la col·locació de dorments en les estructures oposades possible en llocs clau o reclutar persones d'idees afins que ja estan en les posicions corresponents (com Nidal Malik Hasan) i la fusió global i la creació de xarxes entre els islamistes i moviments i grups gihadistes. (L'estret contacte amb els governants locals, com el talibans, la planificació de l'operació conjunta i accions coordinades amb les organitzacions terroristes de la xarxa, com el Laixkar-e-Toiba o Abu Sayyaf).
Al-Qaida també combat a totes les organitzacions no governamentals que representen una amenaça a Al-Qaida i els seus objectius. Això és especialment cert per a la Interpol i les Nacions Unides. La causa d'això és principalment la consideració de l'ONU com a garant de les condicions existents, que amb els seus esforços de pau posa en perill els objectius d'al-Qaida. Així, els programes de l'ONU a Somàlia com ara les missions de pau a la dècada dels noranta UNOSOM I, UNOSOM II, i l'organització del govern de transició de Somàlia de l'ONU amb la prevenció que els islamistes prenguessin el control complet del país, mitjançant el moviment al-Qaida a Somàlia. D'altra banda, les Nacions Unides han aprovat una sèrie de resolucions per frenar el terrorisme transnacional d'al-Qaida. (Compromís dels estats membres de l'ONU per imposar sancions a les persones que estan vinculades a al-Qaida, llistes de membres d'Al-Qaida, desplegament de l'ISAF, disposicions contra la propagació de les ADM).
Un dels principals objectius és l'enderrocament de l'família reial saudita i tots els altres governs dels països de majoria musulmana que no es regeixen pels principis islàmics o treballen o són amics de potències no islàmiques (Jordània, Pakistan, Egipte...): Això és seguit per l'aplicació de base de la llei islàmica alcorànica (xaria) en tots els països musulmans.
Des de principis de 1990, Al-Qaida està estretament vinculada amb els grups separatistes musulmans, els objectius dels quals se superposen amb els de la xarxa de Bin Laden. Per tant, la separació de tots els territoris musulmans i regions de la majoria dels altres països de credos diferents (Mindanao de les Filipines, Daguestan, Txetxènia, Ufà, i Tatarstan de Rússia, Ogaden d'Etiòpia, Kosovo de Sèrbia...) és vista com un pas important cap a la unificació de l'islam. Durant la guerra de Bòsnia hi va haver nombroses atrocitats comeses pels mujahidins, entre d'altres, sota el lideratge del comandant en cap de l'exèrcit bosnià, Rasim Delić, contra els serbis i croats a Bòsnia central i la regió d'Ozren. Per ordre d'Ossama bin Laden, els mujahidins d'Al-Qaeda van lluitar durant la guerra amb l'exèrcit bosnià en l'avantguarda. També van lluitar els partidaris d'al-Qaida a Kosovo al costat de l'UÇK.
Arribats a aquest punt, les esperances d'al-Qaida són que Occident hagi estat derrotat militarment i econòmicament, per la qual cosa espera tenir les mans lliures per a totes les accions addicionals:
- Per sobre de tot, la destrucció de l'Estat d'Israel i l'expulsió o l'eliminació dels seus habitants jueus.
- L'eliminació anterior o el debilitament de la potència protectora, els Estats Units, i els seus aliats (França, Gran Bretanya, Alemanya, Itàlia...) com a possibles poders protectors.[70]
- La reconquesta de tots els territoris que van ser alguna vegada musulmans (Andalusia, Crimea...)
- La reconquesta de tots els territoris que alguna vegada han estat governats pels governants islàmics (Índia, Portugal, Espanya, menys Astúries, Sicília, Sardenya, Còrsega, parts d'Àfrica Oriental).[70][77]
- I, finalment, la unió de tots aquests països i territoris en un de sol (Califat, regit per la llei islàmica per a tots els veritables creients.[68][69][70][73]

### Finançament
L'informe del Departament del Tresor dels actius terroristes evoca 8 milions de dòlars d'actius d'Al-Qaida bloquejats 2006 i 11 milions el 2007.

D'acord amb el govern afganès, els diners que permet a Al-Qaida per fer batalla vindrien en gran manera per piadosos i rics particulars que viuen a la Península Aràbiga. Aquests diners passen pel centre financer de Dubai: 
| « | Com s'explica que mai no hi hagi hagut cap atac islamista a Dubai, la terra de l'Islam, on l'alcohol flueix lliurement? És molt simple: alguns països àrabs del Golf van comprar la seva pau als grups terroristes! | » |

## Anàlisi

### Terrorisme com a mitjà de resposta

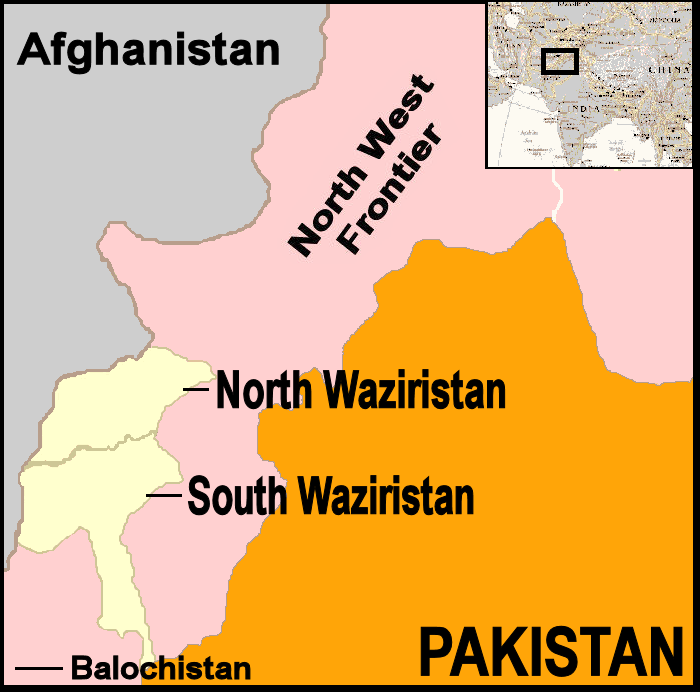
El conflicte armat del nord-oest del Pakistan va oposar al Waziristan, que formava part de les regions tribals, membres d'Al-Qaida i talibans contra l'exèrcit regular pakistanès, aliat dels Estats Units, entre 2004 i 2006. Acabat el setembre de 2006, el cessament de les hostilitats va coincidir amb una represa de la violència a l'Afganistan, en l'altre costat de la frontera. Aquesta guerra es va reiniciar el 2009.

Els que s'oposen a les accions dels Estats Units i els països occidentals i a l'Orient Mitjà i al món sostenen que les accions del govern dels EUA (i el seu aliat israelià) han provocat una forta oposició d'àrabs i musulmans, i que el terrorisme és l'etapa final de les reaccions que en resulten. Segons ells, aquestes accions inclouen:
- El suport dels Estats Units a l'estat d'Israel (a causa de la seva ocupació de Cisjordània, els Alts del Golan a Síria i les granges de Xebaa encara ocupades al Líban);
- el suport dels Estats Units a alguns dictadors d'Orient Mitjà, incloent Saddam Hussein durant la guerra Iran-Iraq de 1980-1988
- El bombardeig dels Estats Units d'una fàbrica de productes farmacèutics al Sudan el 1997 després dels atemptats contra les ambaixades nord-americanes a l'Àfrica en confondre-la amb una fàbrica d'armes químiques.[80][81]
- L'ús de les bases saudites per les forces aliades que atacaren l'Iraq de 1991 per alliberar Kuwait) (per invitació de la mateixa Aràbia Saudita). Lloc de naixement de l'islam, l'península aràbiga es considera la Terra Santa dels musulmans, alguns dels quals creuen que la presència dels no musulmans en aquest lloc és contrària a l'Islam;
- Els bombardejos de l'Iraq, en virtut de les resolucions de les Nacions Unides pels Estats Units i Regne Unit de 1991 i la Guerra de l'Iraq el 2003, un fet que alguns consideren com a il·legal.

### Repercussions del terrorisme islamista
Segons el geoestratega Gérard Chaliand, El terrorisme islamista no és altra cosa que un epifenomen que, tot i mobilitzar fortament els mitjans de comunicació i l'opinió pública, no té cap impacte en el curs de la història. També d'acord amb ell, sia per la pèrdua humanes ocasions
, finalment mínima en comparació amb les guerres entre estats, els efectius mobilitzats mobilitzat o les conseqüències polítiques, la seva acció només té conseqüències nul·les o gairebé nul·les, a la manera dels terroristes anarquistes a la fi del segle xix i principis del segle xx, ara caiguts en l'oblit.
Antoine Sfeir en fa una anàlisi més propera. Segons ell Bin Laden ja ha fracassat i fracassarà en el seu principal projecte que és aplegar la major part del món musulmà del Magrib al Màixriq en un califat recreat en reagrupar tots els creients.

### Escàndols lligats al testimoni de certs experts
El paper de la CIA és objecte de debat, també al món dels serveis d'intel·ligència: l'agència estatunidenca hauria entrenat i, per tant, hauria creat l'organització terrorista per combatre els soviètics. Aquesta hipòtesi fou defensada i desenvolupada el 8 de juliol del 2005 per Robin Cook, antic ministre d'afers estrangers i diputat laborista que s'oposà violentament a la intervenció a l'Iraq i a la política por-americana de Tony Blair. Afirmà a The Guardian que «Bin Laden va ser el producte d'un error de càlcul monumental per part de les agències d'intel·ligència occidentals. Això va ser reforçat per laCIA en la dècada de 1980 i finançat per Aràbia Saudita per portar la gihad contra l'ocupació russa de l'Afganistan. Al-Qaida, que literalment significa "base de dades", va ser originalment l'arxiu informàtic dels milers de mujahidins reclutats i entrenats per la CIA per derrotar els russos». Altres van encara més lluny, com Antoine Sfeir, que va dir el novembre de 2008 que: «Al-Qaida serveix als interessos nord-americans. Washington juga un joc de pòquer mentider amb els àrabs, atès que Al-Qaida existeix només en la imaginació i només està destinada a destruir el món àrab i a impedir que es modernitzi. Per tant, la fragmentació dels països àrabs sobre un base ètnica i sectària permetrà a Israel d'avançar i liderar la regió».
D'acord amb Leonid Xebarxin, exsubdirector del KGB Al-Qaida és una creació dels Estats Units i Ossama bin Laden mai va deixar de ser un agent de la CIA. Segons Maloy Krishna Dhar,exsotsdirector d'intel·ligència de l'Índia, Al-Qaida va ser organitzat per l'ISI pakistanès, a petició de la CIA i l'MI6.